# 羽黒 (桜川市)

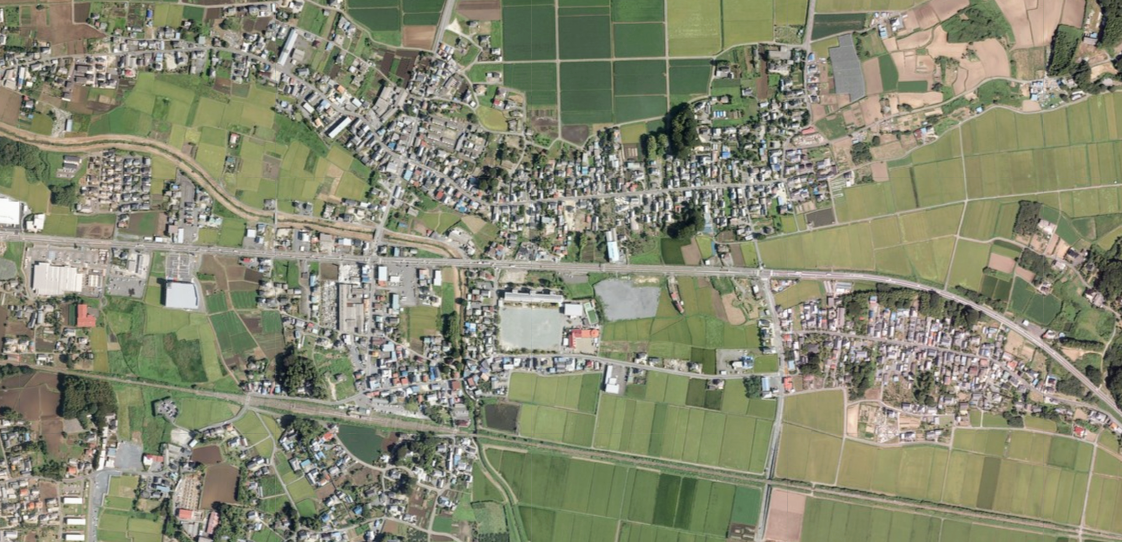
羽黒市街地

羽黒（はぐろ）は、茨城県桜川市東部の地名。現行政地名は友部、西小塙、加茂部、松田、磯部、水戸、上城、稲、高幡。一次生活圏を形成し、西小塙、加茂部、友部地区では旧東那珂村の中心である羽黒市街地を形成している。

## 概要
桜川市の北東部、笠間市との境に位置し、地区の中心を筑輪川（弁天川）が流れている。岩瀬盆地では東部に位置し、羽黒盆地として独立して記されることもある。石材業が盛んで羽黒青糠目石というブランドを持ち、かつて結城街道で笠間に次ぐ規模の宿駅であった。

### 地価
住宅地の地価は、2022年（令和4年）1月1日の公示地価によれば、友部字水代207番の地点で1万7400円/m2となっている。

## 域内の地区

### 加茂部

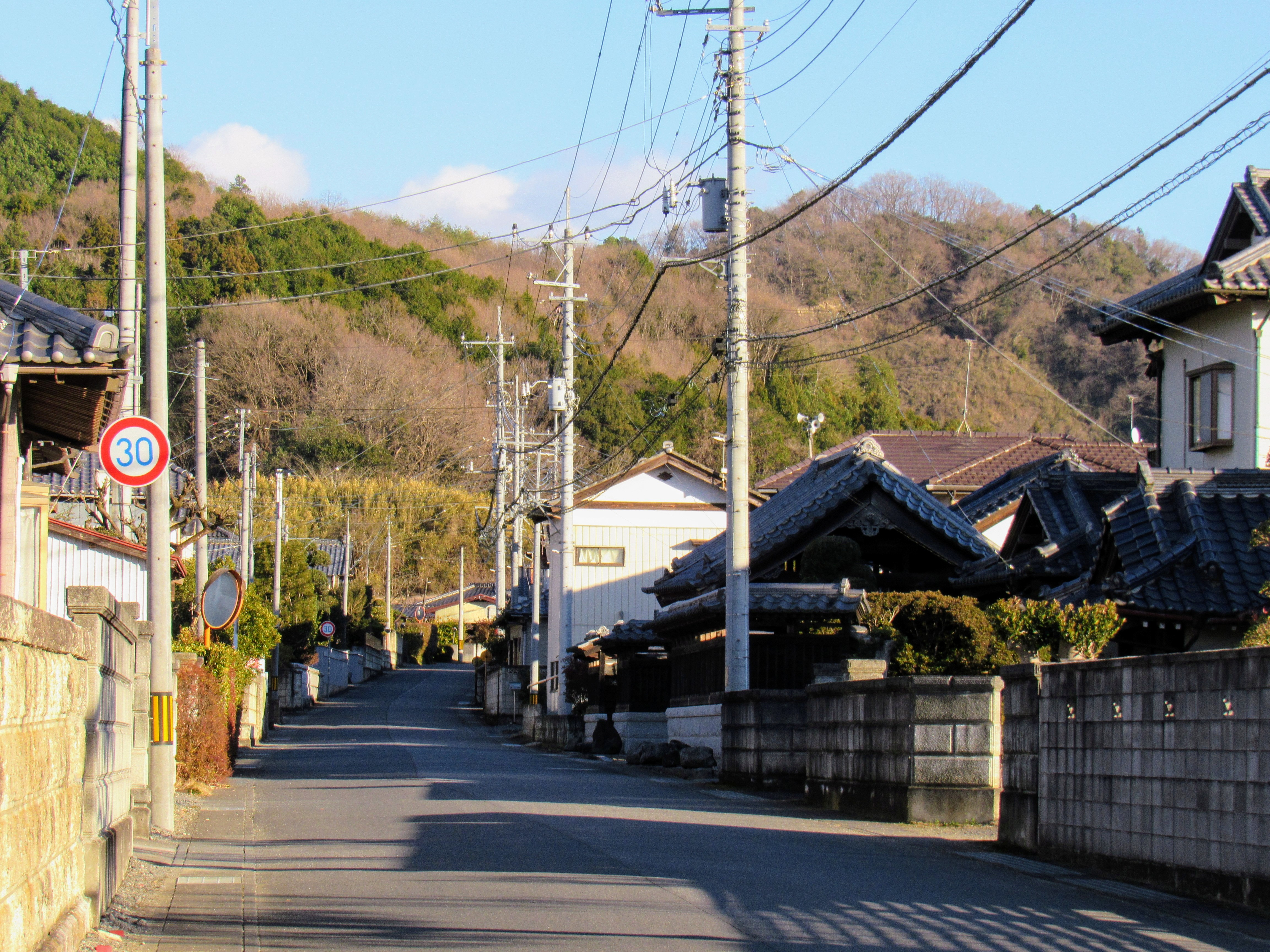
羽黒上町の通り

笠間市との境、結城街道沿いの宿場であった。1889年の町村制施行まで加茂部村であり、また羽黒上町との別名を持つ。鴨大神御子神主玉神社、桜川警察署羽黒駐在所が位置する。

### 西小塙

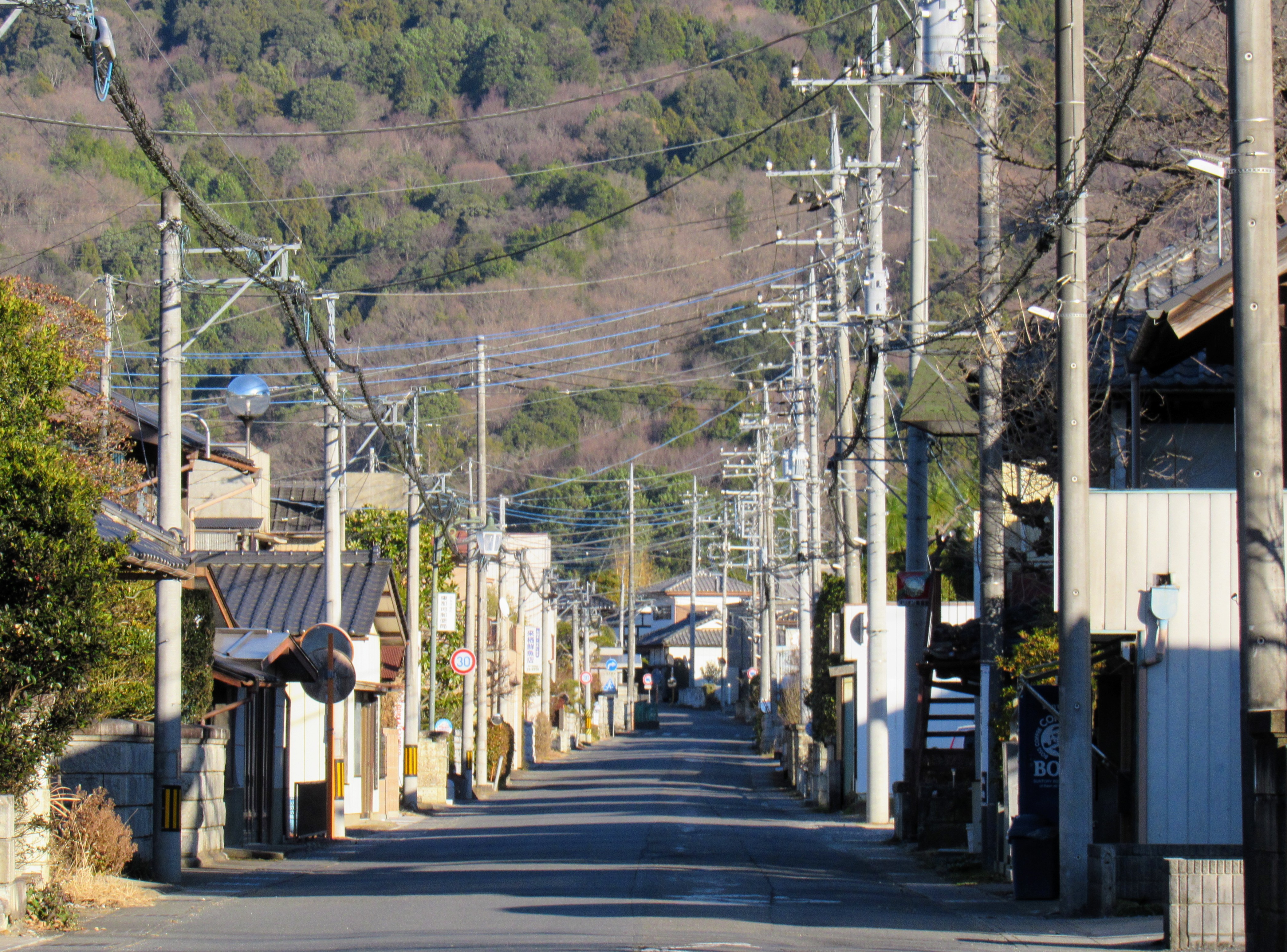
羽黒下町の通り

羽黒市街地の北部。元、小塙村。明治元年に改称し町村制施行まで西小塙村と名乗った。羽黒下町との別名を持ち、大規模な路村が広がっている。東那珂郵便局、西小塙児童公園、県営寺前住宅、ニ所神社が位置し、笠間方から西小塙一・二・三と分かれている他、地区北部に稲荷前（とうかまえ）集落がある。

### 友部

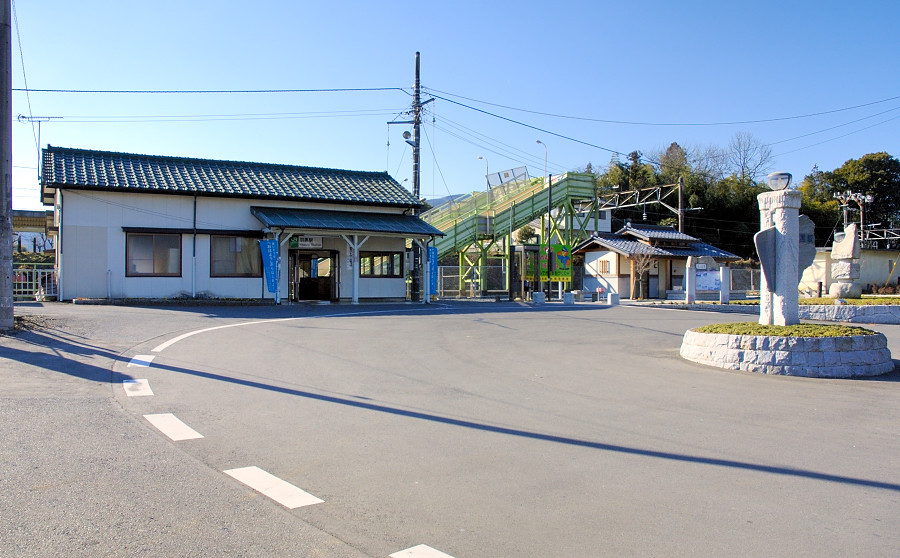
羽黒駅旧駅舎（2007年1月）

羽黒市街地の中心部。町村制施行まで友部村を名乗った。羽黒駅、羽黒小学校、岩瀬日本大学高等学校、農村環境改善センター、岩瀬東部認定こども園、枡箕ケ池、東山香取神社、四ツ榎稲荷神社、多数の商業施設が位置する。友部地区内は羽黒駅前、東友部、西友部、稲荷橋（結城街道稲荷橋の周辺・磯部入口）、山田に分かれている。

### 磯部

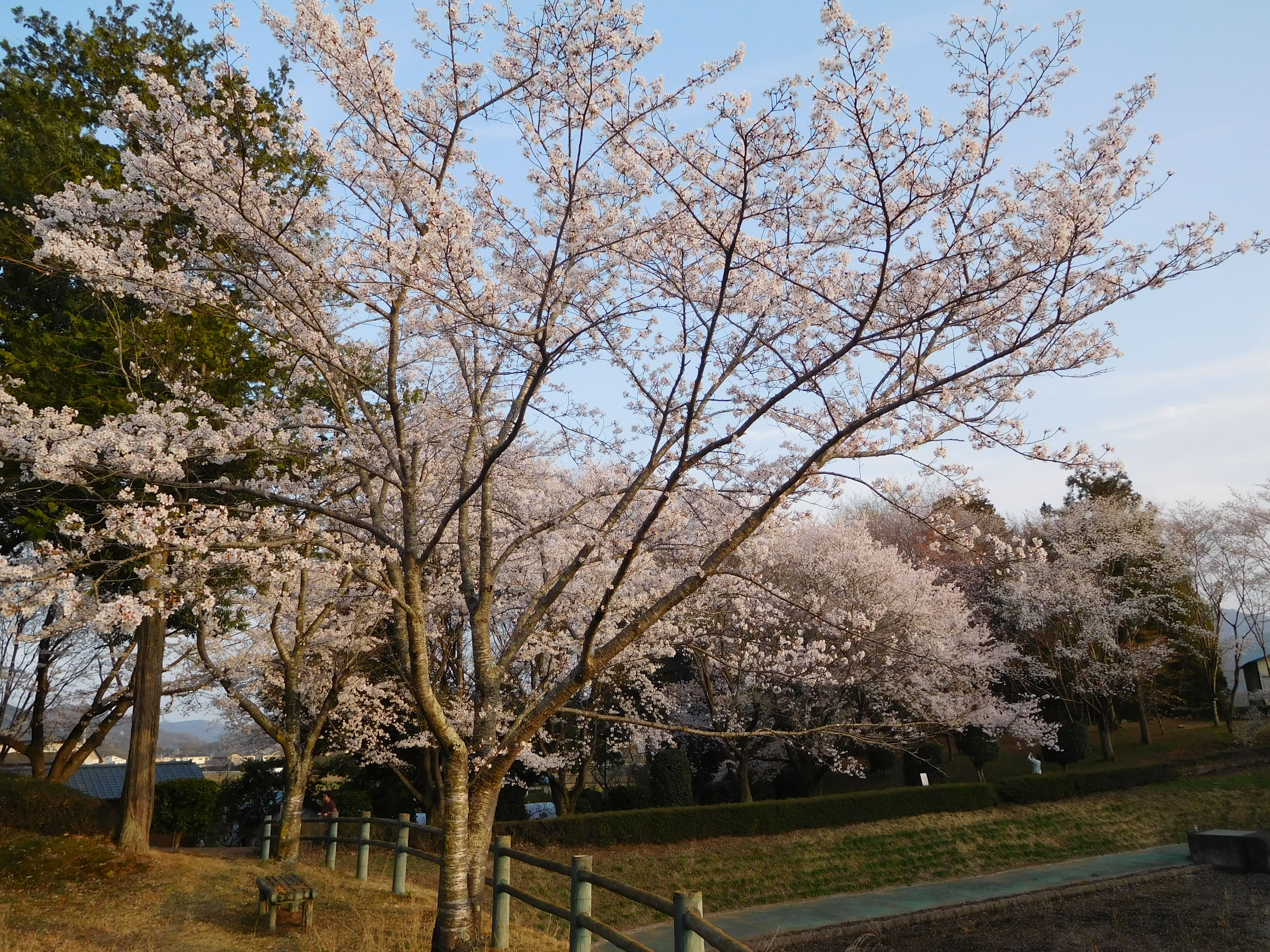
桜川のサクラ（ソメイヨシノ）

磯部桜川公園、磯部稲村神社、岩瀬東中学校、桜川運動公園が位置する。町村制施行まで磯部村を名乗った。磯部桜川公園の一部と磯部稲村神社参道は「桜川」として名勝に指定されている。

### 上城
大規模な遺構が残る橋本城跡、村社・爪黒神社が位置する。1878年（明治11年）に橋本村と谷中村が合併し、町村制施行まで上城村を名乗った。上城地区内は橋本（岩瀬街道沿い）、谷中（結城街道沿い）、向谷中（桜川北側）に分かれている。谷中地区内にて桜川と筑輪川が合流する。

### その他
松田、水戸、稲、高幡地区がある。世帯数と人口
2022年（令和4年）4月1日現在の世帯数と人口は以下の通り。
| 地区名 | 自治会区名                 | 世帯数 | 人口  | 人口               |
| ------ | -------------------------- | ------ | ----- | ------------------ |
| 西小塙 | 西小塙一                   | 131    | 388   | 西小塙地区計 1,030 |
| 西小塙 | 西小塙二                   | 37     | 98    | 西小塙地区計 1,030 |
| 西小塙 | 西小塙三                   | 211    | 507   | 西小塙地区計 1,030 |
| 西小塙 | 西小塙三稲荷前(とうかまえ) | 18     | 37    | 西小塙地区計 1,030 |
| 加茂部 | 加茂部一                   | 122    | 326   | 加茂部地区計 425   |
| 加茂部 | 加茂部二                   | 34     | 99    | 加茂部地区計 425   |
| 高幡   | 高幡                       | 33     | 94    | 94                 |
| 松田   | 松田                       | 104    | 262   | 262                |
| 友部   | 東友部                     | 168    | 442   | 友部地区計 1,604   |
| 友部   | 羽黒駅前                   | 189    | 426   | 友部地区計 1,604   |
| 友部   | 西友部                     | 190    | 506   | 友部地区計 1,604   |
| 友部   | 稲荷橋                     | 87     | 230   | 友部地区計 1,604   |
| 上城   | 上城                       | 91     | 241   | 上城地区計 405     |
| 上城   | 谷中                       | 50     | 164   | 上城地区計 405     |
| 水戸   | 水戸                       | 43     | 82    | 82                 |
| 磯部   | 磯部                       | 110    | 270   | 270                |
| 稲     | 稲                         | 61     | 149   | 149                |
| 計     | 計                         | 1,679  | 4,321 | 4,321              |

## 歴史

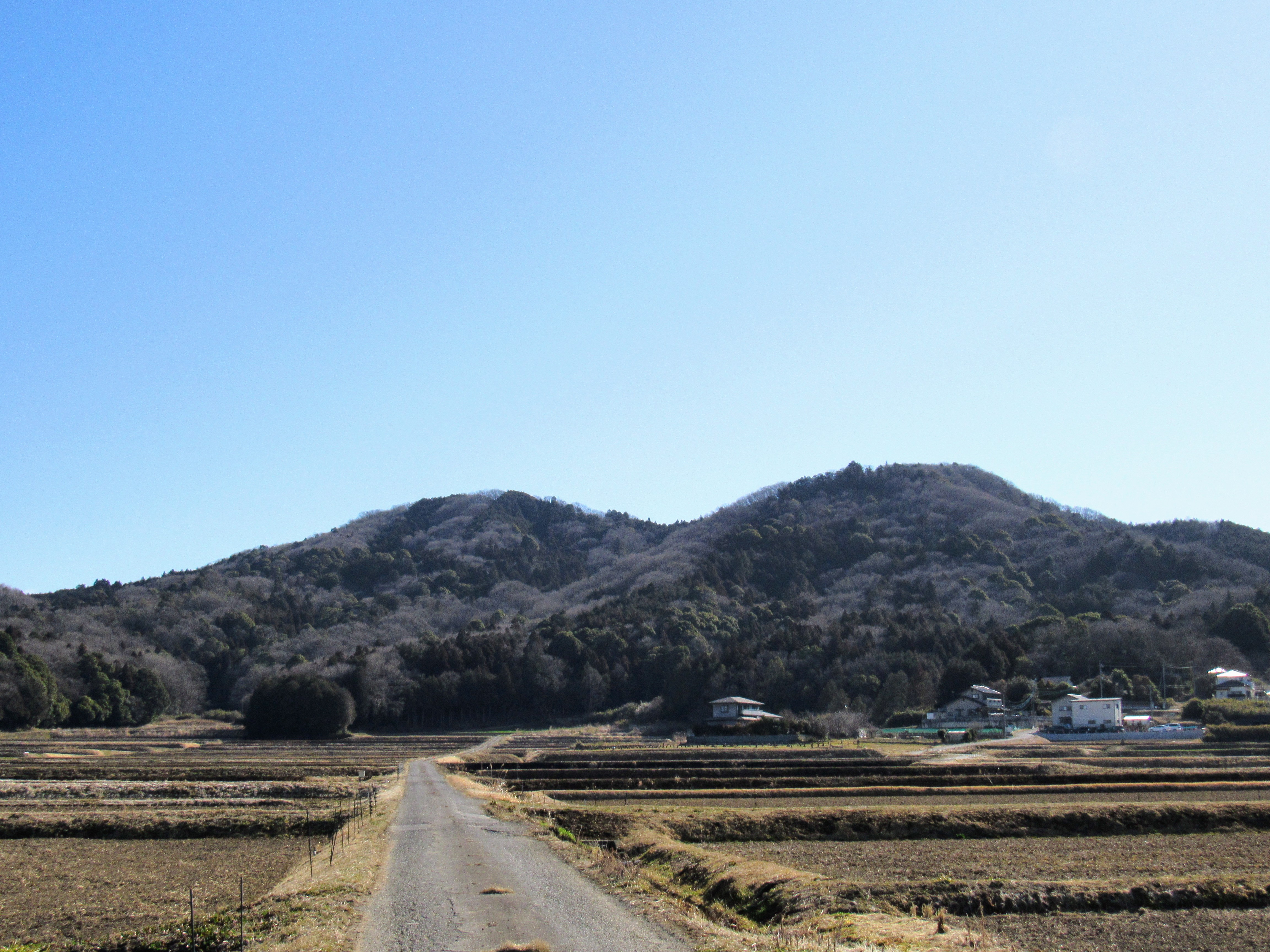
西小塙から望む羽黒山

- 日本武尊が上総国（千葉県）から常陸国（茨城県）を回った時、各地に大伴部を置いたといわれ[誰によって?]、2023年現在の西友部、東友部も古くは伴部郷と称したと伝えられる。
- 奈良時代 鬼怒川から笠間在にかけての広い新治郡のうち新治郡衙から笠間市境までの一帯は中郡荘と呼ばれていた。
- 戦国時代 羽黒山に羽黒山城が築かれる。
- 江戸時代 羽黒地域一帯は笠間藩領となる。
- 1873年（明治6年）6月 松田と西小塙（大関奇八郎宅）に学校を開く
- 1883年（明治16年）5月 上城分校設置。
- 1884年（明治17年）11月 県令による学区の改正が行われ、第11区羽黒小学校となる。
- 1886年（明治19年）2月 羽黒小学校を西小塙小学校と改称し、曽根と友部に分校をおく。
- 1889年（明治22年）4月1日 町村制の施行により周辺10箇村と合併して東那珂村となる。
- 1904年（明治37年） 水戸線羽黒駅が開業（貨物駅）。
- 1905年（明治38年） 羽黒駅と石切場を結ぶトロッコが開通（羽黒軌道）。
- 1924年（大正13年） 「桜川」が日本国の名勝に指定される。
- 1947年（昭和22年）5月 新学制施行により東那珂村立東那珂中学校が設置される。
- 1955年（昭和30年） 東那珂村、岩瀬町、北那珂村が合併し岩瀬町となる。三那珂合併と呼ばれる[誰によって?]。
- 1956年（昭和31年） 岩瀬町役場東部支所が廃止。
- 1957年（昭和32年）4月 上城分校が廃校。
- 1964年（昭和39年） 西小塙・羽黒停車場線が開通。
- 1970年（昭和45年）4月 統合により岩瀬町立東中学校と改称。
- 1974年（昭和49年）7月16日 「桜川のサクラ」として天然記念物に指定を受ける。
- 1978年 羽黒第一地区土地区画整理事業25.8haの構想が始まる[8]。
- 1979年（昭和54年） 磯部桜川公園の計画が決定。総工費3億円。
- 1987年（昭和62年） 磯部桜川公園が完成
- 2002年（平成14年）12月 未着手のまま土地区画整理事業の無期限休止が決定[8]。
- 2005年（平成17年） 新設合併により桜川市となる。

## けら踊り
毎年8月20日頃に開催される、西小塙上地区に古くから続いている伝統芸能。リズムの早い踊りで、昆虫のけら虫が忙しく土を掘り起こす動作を真似たといわれており、太鼓の音もあわただしく、化粧した男女の踊り手が腰を深くかがめながら大形に踊るさまが特徴の郷土芸能である。
平成初期に当時の地区区長らがまだ若い頃、けら踊りが忘れられるのを憂いて、古老の指導を受け復活したため毎年盛大に続けられている。
寛延二年の山外郷百姓一揆の指導者であった磯部清太夫、萩原太郎左衛門、藤井佐太郎の処刑を悲しみ、その鎮魂慰霊のためにけら踊りが出来たとも伝えられている。

## 羽黒第1地区土地区画整理事業
組合施行で羽黒市街地西側の筑輪川周辺25.8haを開発するとした事業。1978年から構想が進められていたが、2002年12月に事業休止となった。
現在は農地であるが事業の施行を見越して耕地整理は実施されず、耕作放棄化されるなど未利用地化している。また地区の東西は市街化区域、南北は鉄道と既存集落に囲まれているため、地区内農地は周辺の農用地区域との一体性はない。 当該地区内には南北を縦断する都市計画道路が計画されているが着工されず、国道50号の幅員拡幅も未着手の状態である。

## 交通

### 鉄道
- 東日本旅客鉄道
  - ■ 水戸線
    - 羽黒駅 （友部地区）

### バス
- 桜川市巡回ワゴン「ヤマザクラGOミニ」（西茨城観光バス受託路線）
  - 各地区 - 岩瀬市街地 - 岩瀬駅 - 桜川市役所岩瀬庁舎

### 道路
- 国道50号
- 茨城県道・栃木県道257号西小塙真岡線
- 茨城県道140号西小塙石岡線
- 茨城県道308号羽黒停車場線

## 施設・名所

### 商業施設
- カインズホーム
- ケーズデンキ
- ENEOS
- トライウェル
- ミニストップ

### 教育機関
- 岩瀬日本大学高等学校
- 桜川市立岩瀬東中学校
- 桜川市立羽黒小学校

### 保育機関
- 岩瀬東部認定こども園

### 神社・寺院
- 月山寺：西小塙
- 二所神社：西小塙
- 東山香取神社：羽黒駅前
- 弁天宮：羽黒駅前
- 四ツ榎稲荷神社：稲荷橋
- 鴨大神御子神主玉神社(鴨神社)：加茂部
- 白山神社：松田
- 桜川磯部稲村神社：磯部
- 羽黒山二所神社

### 名所
- 名勝・桜川のさくら
- 磯部桜川公園
- 羽黒山
- 桝箕ヶ池 - 白鳥飛来地

### その他
- 桜川運動公園
- 農村環境改善センター（岩瀬東部公民館の代替）